# 虢公林父
虢公林父（?—?），姬姓，虢仲氏，字林父，春秋时期西虢国君主。

## 生平

### 繻葛之战
虢公林父早年事迹不详，主要活跃于周桓王时期。周平王在位期间为限制郑庄公专权，将原本由郑庄公专断的国政交予虢公忌父共同治理，此举招致了郑庄公强烈不满，由此发生了周郑交质事件。周桓王继位后，进一步采取措施限制郑庄公的权力，两国发生了一系列冲突，更加激化了双方的矛盾。前707年，周桓王完全剥夺了郑庄公主政的权利，郑庄公于是不再朝见周天子。周桓王怒于郑庄公的无礼，于同年秋联合诸侯讨伐郑国。周天子方面，周桓王亲自统帅中军，虢公林父统帅右军及蔡、卫两国军队，周公黑肩统帅左军及陈国军队。郑国方面，郑庄公采纳子元的建议，使用鱼丽之阵，由曼伯指挥右方阵，祭足指挥左方阵，原繁、高渠弥带领中军护卫郑庄公，双方大战于繻葛（今河南省长葛市东北）。郑军猛攻侧翼的陈、蔡、卫的军队，诸侯联军不敌败逃，继而引发周军的混乱。郑庄公命两翼部队合攻周军，周军大败，周桓王也被郑将祝聃的箭射中肩膀。繻葛之战的失利标志着周天子天下共主地位的丧失，而周桓王不得不借助虢国的力量施行天子的余威，干涉其他诸侯国内政。

### 干涉晋国
晋国自晋昭侯时将曲沃（今山西省曲沃县）封于其叔成师后，国内屡次发生曲沃一支与晋国国君争夺君位的冲突，而虢国国君屡次秉承周天子之意，干涉晋国内政，致使两国关系不睦。前705年冬，曲沃武公诱杀晋小子侯。次年冬，周桓王派虢公林父讨伐曲沃武公，曲沃武公败退回曲沃，周桓王立晋哀侯之弟晋侯缗为晋国君主。前703年，虢公林父再次联合芮、梁、荀、贾四国讨伐曲沃武公。

### 失势
虢公林父曾在周桓王面前说大夫詹父的坏话，但周桓王没有相信。前702年，詹父率领王师讨伐虢公林父。同年夏，虢公林父被迫出奔至虞国，此后事迹不详。

## 评价
梁宁森、郑建英所著的《虢国研究》认为虢公林父虽然在政治方面拥护周王室，但在繻葛之战中并未表现出其才能。他奉周桓王之命两次干涉晋国内政，虽然取得成功却加深了两国的矛盾。在他的统治之下，虢国走上了衰亡之路，也为虢国在虢公丑时期被晋国灭亡埋下了伏笔。

## 文学形象
长篇历史小说《东周列国志》中，虢公林父于第九回《齐侯送文姜婚鲁 祝聃射周王中肩》中登场，篇中多次描写虢公林父劝谏周桓王。